# 에르완 르 페슈
에르완 르 페슈(프랑스어: Erwann Le Péchoux, 1982년 1월 13일~)는 프랑스의 펜싱 선수로 주 종목은 플뢰레이다. 그는 2004년 하계 올림픽과 2012년 하계 올림픽 플뢰레 개인전과 단체전, 2008년 하계 올림픽의 플뢰레 개인전, 2020년 하계 올림픽 플뢰레 개인전과 단체전, 2020년 하계 올림픽 플뢰레 단체전에 참가하였으며, 올림픽에서 금메달 1개, 은메달 1개를 획득했다.